# Zalesje (rejon bieżanicki)
Zalesje (ros. Залесье) – wieś (ros. деревня, trb. dieriewnia) w zachodniej Rosji, w osiedlu wiejskim Bieżanickoje rejonu bieżanickiego w obwodzie pskowskim.

## Geografia
Miejscowość położona jest w dorzeczu rzeki Olchowka, 25 km od centrum administracyjnego osiedla wiejskiego i całego rejonu (Bieżanice), 134 km od stolicy obwodu (Psków).

## Demografia
W 2010 r. miejscowość nie posiadała mieszkańców.